# Мустонен, Олли
О́лли Му́стонен (фин. Olli Mustonen; род. 7 июня 1967, Вантаа, Финляндия) — финский пианист, дирижёр и композитор.

## Биография
С пяти лет учился игре на клавесине и фортепиано у Ральфа Готони и Ээро Хейнонена. С 1975 года изучал композицию под руководством Эйноюхани Раутаваары. Вышел в финал конкурса «Евровидение для молодых музыкантов» (1984). После победы на концертном прослушивании молодых артистов в Нью-Йорке (1987) выступил с концертом в Карнеги-холле.
Художественный директор Корсхольмского музыкального фестиваля (1988), Музыкального фестиваля в Турку (1990—1992).
Один из основателей и руководитель Хельсинкского фестивального оркестра.
С 2003 года возглавляет камерный оркестр Tapiola Sinfonietta.

## Исполнительская деятельность
Как пианист играл с крупнейшими оркестрами мира под руководством Владимира Ашкенази, Даниэля Баренбойма, Николауса Арнонкура, Кента Нагано, Курта Мазура, Чон Мён Хуна, Пьера Булеза, Кристофа Эшенбаха, Эсы-Пекки Салонена, Валерия Гергиева и других.
Исполнял произведения Баха, Моцарта, Бетховена, Шопена, Грига, Мусоргского, Алькана, Яначека, Мессиана, Скрябина, Рахманинова, Стравинского, Прокофьева, Шостаковича, Хиндемита, Р. Щедрина (в том числе посвящённого ему фортепианного концерта № 5).
В 2014 году выступал в России (Москва, Санкт-Петербург, Пермь).

## Композиторское творчество
- Дивертисмент для фортепиано и оркестра (1979)
- Фантазия для фортепиано и струнного оркестра (1985)
- Токката для фортепиано, струнного квартета и контрабаса (1989)
- Два нонета для двух струнных квартетов и контрабаса (1995, 2000)
- Концерт для трех скрипок (1998)
- Jehkin Iivana, соната для гитары (2004) или фортепиано (2006)
- Sinuhe, соната для гобоя соло (2005—2006)
- Соната для виолончели и фортепиано (2006)
- Симфония № 1 Tuuri для баритона и оркестра (2012)

Как композитор испытал влияние неоклассики — Стравинского, Респиги, Мартину.

## Награды
Награждён высшей государственной наградой Финляндии для деятелей искусства — медалью Pro Finlandia (2003).